# Giulio Douhet
Giulio Douhet (Caserta, 30 de mayo de 1869 - Roma, 15 de febrero de 1930), fue un general italiano conocido por enunciar los principios y ventajas de la utilización del poder aéreo en la organización táctica de las operaciones militares.

## Biografía
A los veinte años, asistió a la "Academia Militar de Artillería e Ingenieros de Módena"", de la que egresó con  el número uno de su promoción y el grado de subteniente, obteniendo a continuación un doctorado en ingeniería por el Instituto Politécnico de Turin, a raíz del cual produjo una tesis sobre motores rotativos.
Desde 1909 empezó a definir su teoría sobre el potencial del arma aérea, aunque su producción literaria no se limitó a escritos de orden técnico o científico, produciendo gran número de artículos, comedias y sátiras militares, entre otras publicaciones. Se destaca también la exposición en periódicos y revistas de artículos de divulgación cuya fácil comprensión permitía al público comprender el fenómeno de la aviación fácilmente.[cita requerida]
En 1910 es ascendido a comandante del batallón de aviadores, la primera unidad italiana de aviación. Publicó entonces "Normas para el empleo de los medios aéreos en la Guerra Aérea", aportando innovaciones de carácter técnico, entre las que se cuenta la introducción de cámaras fotográficas en los aviones. Entre 1911 y 1912 Douhet desempeñó funciones en Libia durante la guerra con Turquía, episodio bélico en el que tuvo lugar el primer uso de aeroplanos para bombardeo en la historia.[cita requerida]
Junto a Gianni Caproni, trabajó en la construcción de nuevos aviones que permitieran ejecutar sus teorías de bombardeo profundo, lo que provocó un incidente derivado de la continuación de la construcción de un prototipo que había sido cancelado (el Caproni 300 un bombardero de gran alcance), que provocó fuera suspendido de su cargo de comandante.
Cuando en 1915 Italia entró en la Primera Guerra Mundial Douhet ejerció el cargo de Jefe de Estado Mayor en diversas unidades de infantería pero sus continuas críticas a sus superiores, en especial al ministro de la guerra, le valieron un procesamiento ante una corte marcial y un año de prisión en el Fuerte de Fenestrelle; un punto clave de las críticas de Douhet era la falta de preparación del Regio Esercito para un uso eficaz de la aviación con fines bélicos, insistiendo que una gran masa de aviones de combate podía resultar decisiva en tornar "inofensivo" al enemigo al bombardear desde el aire sus líneas de abastecimiento y así minar su moral de lucha, en vez de confiar la decisión de la contienda a enormes batallas terrestres donde las vanguardias de cada ejército se destrozaban en vano mientras la logística del adversario se hallaba intacta y permitía la pronta reconstrucción de la fuerza enemiga
El desarrollo de la guerra muestra el acierto de sus teorías, resultando finalmente rehabilitado tras el desastre italiano de Caporetto en octubre de 1917 donde el arma aérea italiana nunca pudo oponerse al avance eficaz de las tropas austrohúngaras de tierra. Douhet fue nombrado "Director de los Servicios Técnicos del Comisariado Aeronáutico" en 1918, cargo que declinó al terminar la guerra para seguir su carrera de escritor y articulista.
A la vista de la gran aceptación de sus teorías, y del considerable avance de la aviación de guerra en toda Europa es nombrado general con efectos retroactivos desde 1917 y en 1921 es abolida la condena impuesta argumentándose que el acto de insubordinación había sido motivado "exclusivamente por amor a la Patria".[cita requerida]
La obra por la que es más conocido,[cita requerida] "El dominio del aire" (1921), sigue siendo considerada un clásico en la descripción de los principios del poder aéreo. En ella preconiza que la función de la fuerza aérea es dirigir su potencial destructor al corazón del adversario para de esa forma quebrar su capacidad económica y moral de proseguir la lucha. Las teorías de Douhet sobre el uso masivo de la aviación para destruir la capacidad bélica de un enemigo causaron gran impresión, influyendo en los debates tácticos de muchos países sobre las finalidades y propósitos que debía cumplir una Fuerza aérea moderna, no limitando ésta al simple combate de "caza contra caza" sino su utilización en misiones de bombardeo, apoyo táctico, y reconocimiento, siendo eficaz para superar obstáculos como las fortificaciones terrestres, e inclusive con capacidad para causar serios daños a flotas navales, incluyendo transportes. 
Dos años después, el dictador fascista Benito Mussolini creó la Regia Aeronautica, el arma aérea independiente promovida por Douhet a partir de los servicios aéreos del ejército y la Regia Marina. Las ideas de Douhet fueron apoyadas en la doctrina de combate de la Regia Aeronautica y en otras fuerzas aéreas de Europa, especialmente la teoría del "dominio del aire" que lograba -supuestamente- "romper" la voluntad de lucha del enemigo mediante bombardeo táctico de industrias y vías de comunicación gracias a la velocidad del avión y su capacidad de superar todo obstáculo, al punto que Douhet consideraba del todo inútil fortalecer tropas terrestres o flotas de combate sin fortalacer también una aviación de guerra que las defendiera. 
La experiencia de la Segunda Guerra Mundial, no obstante, mostró los límites de las teorías de Douhet pues en ningún país contendor los bombardeos aéreos fueron la sola causa del triunfo o la derrota, ni los bombardeos causaron "desórdenes civiles" tan graves que impulsaron una rendición, resultando exagerados los pronósticos de Douhet al respecto. No obstante, Douhet sí acertó al preconizar la urgencia de una íntima cooperación entre fuerzas navales y aéreas para alcanzar el triunfo, en tanto la falta de esa colaboración significaba un alto riesgo de derrota (como en la Batalla de Tarento en 1940 o la Batalla de Midway en 1942).
Una de sus ideas más destacadas, propuesta en la revista Il Dovere el 10 de julio de 1920 fue la del "Monumento al soldado desconocido", adoptada inmediatamente por Francia, Reino Unido y Estados Unidos y por Italia en 1923. Falleció en Roma el 15 de febrero de 1930.

## Obras
- 1921 - El dominio del aire
- 1927 - La Armada Aérea
- 1928 - La conquista del dominio del aire
- 1928 - Probables aspectos de la guerra futura
- 1928 - Dominio en vez de superioridad aérea temporal y localizada
- 1928 - Contraofensiva
- 1929 - Resistir en la superficie y formar masa en el aire
- 1931 - Profecías de Casandra